# Marta Cox
Marta Alejandra Cox Villarreal (Ciudad de Panamá, 20 de julio de 1997) es una futbolista panameña. Juega en la posición de centrocampista de la Selección Nacional de Fútbol Panameño y en el equipo Fenerbahçe de la Superliga Femenina de Turquía

## Trayectoria
A los 13 años, arrancó a practicar el deporte de manera profesional en el CD Formas Íntimas de Colombia, allí estuvo hasta 2016. El 24 de marzo de 2014 fue presentada como nueva jugadora de las Dragonas de la liga Mayor Femenil. En el 2018 formó parte del Deportes Quindío. En el 2019 formó parte del CD Universitario, ganando los Torneo Clausura LFF 2019 y el Torneo Apertura LFF 2019, estuvo con el club hasta el 2020. El 12 de septiembre de 2020 fue presentada como nueva jugadora del LD Alajuelense, saliendo campeona del Torneo Clausura 2021. El 22 de julio de 2021 fue presentada como nueva jugadora del Club León, el 9 de agosto de 2021 debutó con el club en la goleada 5 a 0 contra el Mazatlán FC. El 20 de junio de 2022 fue anunciada como nueva jugadora del Club de Futbol Pachuca. el 18 de enero de 2024 fue anunciada como nueva jugadora de los Xolos de Tijuana.

## Selección nacional

### Categorías inferiores
Formó parte de la selección sub-17 de Panamá que disputó el Campeonato Femenino Sub-17 de la Concacaf de 2012 y de la selección sub-20 de Panamá que disputó el Campeonato Femenino Sub-20 de la Concacaf de 2012 y el Campeonato Femenino Sub-20 de la Concacaf de 2015.

### Selección absoluta
Ha representado a Panamá en la Copa de Oro Femenina de la Concacaf de 2018 disputada en Estados Unidos donde anotó un gol. También disputó los Juegos Panamericanos de 2019 en Perú, también marcó un gol, también disputó el Campeonato Femenino de la Concacaf de 2022. Disputó con la selección absoluta la Copa Mundial Femenina de Fútbol de 2023 marcando un gol contra Francia.

### Goles internacionales
| Goles internacionales | Goles internacionales    | Goles internacionales                                          | Goles internacionales | Goles internacionales | Goles internacionales | Goles internacionales                                |
| N.º                   | Fecha                    | Lugar                                                          | Rival                 | Marcador              | Resultado             | Competición                                          |
| --------------------- | ------------------------ | -------------------------------------------------------------- | --------------------- | --------------------- | --------------------- | ---------------------------------------------------- |
| 1                     | 22 de mayo de 2014       | Estadio Doroteo Guamuch Flores, Ciudad de Guatemala, Guatemala | Belice                | 3–0                   | 13–1                  | Copa Centroamericana Femenina 2014                   |
| 2                     | 22 de mayo de 2014       | Estadio Doroteo Guamuch Flores, Ciudad de Guatemala, Guatemala | Belice                | 5–1                   | 13–1                  | Copa Centroamericana Femenina 2014                   |
| 3                     | 22 de mayo de 2014       | Estadio Doroteo Guamuch Flores, Ciudad de Guatemala, Guatemala | Belice                | 6–1                   | 13–1                  | Copa Centroamericana Femenina 2014                   |
| 4                     | 22 de mayo de 2014       | Estadio Doroteo Guamuch Flores, Ciudad de Guatemala, Guatemala | Belice                | 7–1                   | 13–1                  | Copa Centroamericana Femenina 2014                   |
| 5                     | 15 de diciembre de 2017  | Estadio Independencia, Estelí, Nicaragua                       | El Salvador           | 1-1                   | 1-1                   | XI Juegos Deportivos Centroamericanos                |
| 6                     | 4 de octubre de 2018     | Sahlen's Stadium, Cary, United States                          | Trinidad y Tobago     | 1–0                   | 3–0                   | Copa Oro Femenina 2018                               |
| 7                     | 3 de agosto de 2019      | Estadio Universidad San Marcos, Lima, Perú                     | Perú                  | 1–0                   | 1–1                   | Juegos Panamericanos de 2019                         |
| 8                     | 4 de octubre de 2019     | Estadio Rommel Fernández, Ciudad de Panamá, Panamá             | Honduras              | 2–0                   | 3–0                   | Preolímpico Femenino de 2020                         |
| 9                     | 8 de octubre de 2019     | Estadio Rommel Fernández, Ciudad de Panamá, Panamá             | Guatemala             | 1–2                   | 1–3                   | Preolímpico Femenino de 2020                         |
| 10                    | 19 de febrero de 2021    | CAR de la Fedefutbol, Ciudad de Guatemala, Guatemala           | Guatemala             | 2–1                   | 3–1                   | Amistoso                                             |
| 11                    | 19 de febrero de 2021    | Estadio Pinula Contreras, Ciudad de Guatemala, Guatemala       | Guatemala             | 0–3                   | 0–3                   | Amistoso                                             |
| 12                    | 19 de septiembre de 2021 | Estadio Nacional de Costa Rica, San José, Costa Rica           | Costa Rica            | 1–2                   | 1–2                   | Amistoso                                             |
| 13                    | 22 de septiembre de 2021 | Estadio Nacional de Costa Rica, San José, Costa Rica           | Costa Rica            | 3–1                   | 3–2                   | Amistoso                                             |
| 14                    | 9 de abril de 2022       | FFB Field, Belmopán, Belice                                    | Aruba                 | 0–5                   | 0–9                   | Campeonato Femenino 2022                             |
| 15                    | 9 de abril de 2022       | FFB Field, Belmopán, Belice                                    | Aruba                 | 0–8                   | 0–9                   | Campeonato Femenino 2022                             |
| 16                    | 11 de julio de 2022      | Estadio Universitario, Nuevo León, México                      | Trinidad y Tobago     | 1–0                   | 1–0                   | Campeonato Femenino 2022                             |
| 17                    | 11 de octubre de 2022    | Estadio Rodrigo Paz Delgado, Quito, Ecuador                    | Ecuador               | 0–1                   | 1–1                   | Amistoso                                             |
| 18                    | 19 de febrero de 2023    | Estadio Waikato, Hamilton, Nueva Zelanda                       | Papúa Nueva Guinea    | 0–1                   | 0–2                   | Torneo de Repesca para la Copa Mundial Femenina 2023 |
| 19                    | 9 de abril de 2023       | Estadio Rommel Fernández, Ciudad de Panamá, Panamá             | República Dominicana  | 1–0                   | 4–3                   | Amistoso                                             |
| 20                    | 26 de junio de 2023      | Estadio Victoria, Winston Churchill, Gibraltar                 | Gibraltar             | 0–5                   | 0–7                   | Amistoso                                             |
| 21                    | 2 de agosto de 2023      | Sydney Football Stadium, Sídney, Australia                     | Francia               | 1–0                   | 3–6                   | Copa Mundial Femenina de 2023                        |
| 22                    | 20 de septiembre de 2023 | Estadio Pensativo, Antigua, Guatemala                          | Guatemala             | 0-2                   | 0-3                   | Clas. para la Copa Oro Femenina 2024                 |
| 23                    | 29 de noviembre de 2023  | Independence Park, Kingston, Jamaica                           | Jamaica               | 0-1                   | 1-1                   | Clas. para la Copa Oro Femenina 2024                 |

## Clubes
| Club              | País       | Año           |
| ----------------- | ---------- | ------------- |
| CD Formas Íntimas | Colombia   | 2010 - 2016   |
| Dragonas          | México     | 2014          |
| Quindío           | Colombia   | 2018          |
| Cortuluá          | Colombia   | 2019          |
| Universitario     | Panamá     | 2019 - 2020   |
| Alajuelense       | Costa Rica | 2020 - 2021   |
| Club León         | México     | 2021-2022     |
| CF Pachuca        | México     | 2022-2023     |
| Xolos de Tijuana  | México     | 2024-presente |
| CF Pachuca        | México     | 2022-2023     |
| Fenerbahçe S.K    | Turquía    | 2025-act      |

## Palmarés
| Equipo        | Torneo                  | Año    |
| ------------- | ----------------------- | ------ |
| Universitario | Torneo Clausura LFF     | 2019-C |
| Universitario | Torneo Apertura LFF     | 2019-A |
| Alajuelense   | Liga Apertura Promerica | 2021   |